# Кизлярский коньячный завод
Кизлярский коньячный завод — российский производитель крепких спиртных напитков, расположенный в дагестанском городе Кизляр. Входит в пятёрку крупнейших российских производителей бренди.

## История

### Российская империя
Начиная со второй половины XVIII века виноградарство и виноделие являлось основными отраслями экономики Кизляра. Толчок к развитию промышленного производства коньяка в Кизляре положил закон 1884 года «О фруктовом и виноградо-водочном производстве».
В 1880-е годы грузинский предприниматель Давид Сараджишвили (Сараджиев) выкупает у мещан Измирова, Арещева и Борова винокуренные цеха и создаёт в Кизляре коньячный завод. Сараджишвили первым на своих предприятиях в Российской империи начал изготавливать коньяк путём выдерживания виноградного спирта в бочках из горного кавказского дуба. Датой основания завода считается 1885 год, когда из Кизляра в Москву было привезено 236 вёдер коньяка. Спустя год в этом же направлении отправилось уже 906 вёдер. Краевед Д. С. Васильев отмечает: «поскольку первая партия коньяка была вывезена в Москву в 1885 году, а отправка его туда, конечно же произведена не сразу, то предположительно можно считать, что сам коньяк был изготовлен раньше, а именно не позднее 1880 года. Поскольку более точной даты пока нет, этот год вполне можно считать началом коньячного производства в Кизляре и, следовательно в России».
С началом Первой мировой войны был введён сухой закон и работа предприятия была приостановлена.

### СССР
Восстановление работы завода началось в 1930-е годы. В связи с тем, что Кизляр входил в прифронтовую зону во время Великой Отечественной войны, было принято решение остановить производство, а все коньячные спирты вывезти в Армению. В январе 1946 года завод был восстановлен в качестве Кизлярского коньячного треста «Росглаввино». Несмотря на название, в связи с нехваткой квалифицированных специалистов, завод занимался лишь виноделием. Свою работу завод восстановил в 1947 году. Коньячные спирты из дореволюционных и довоенных запасов Ереванский завод так и не отдал.

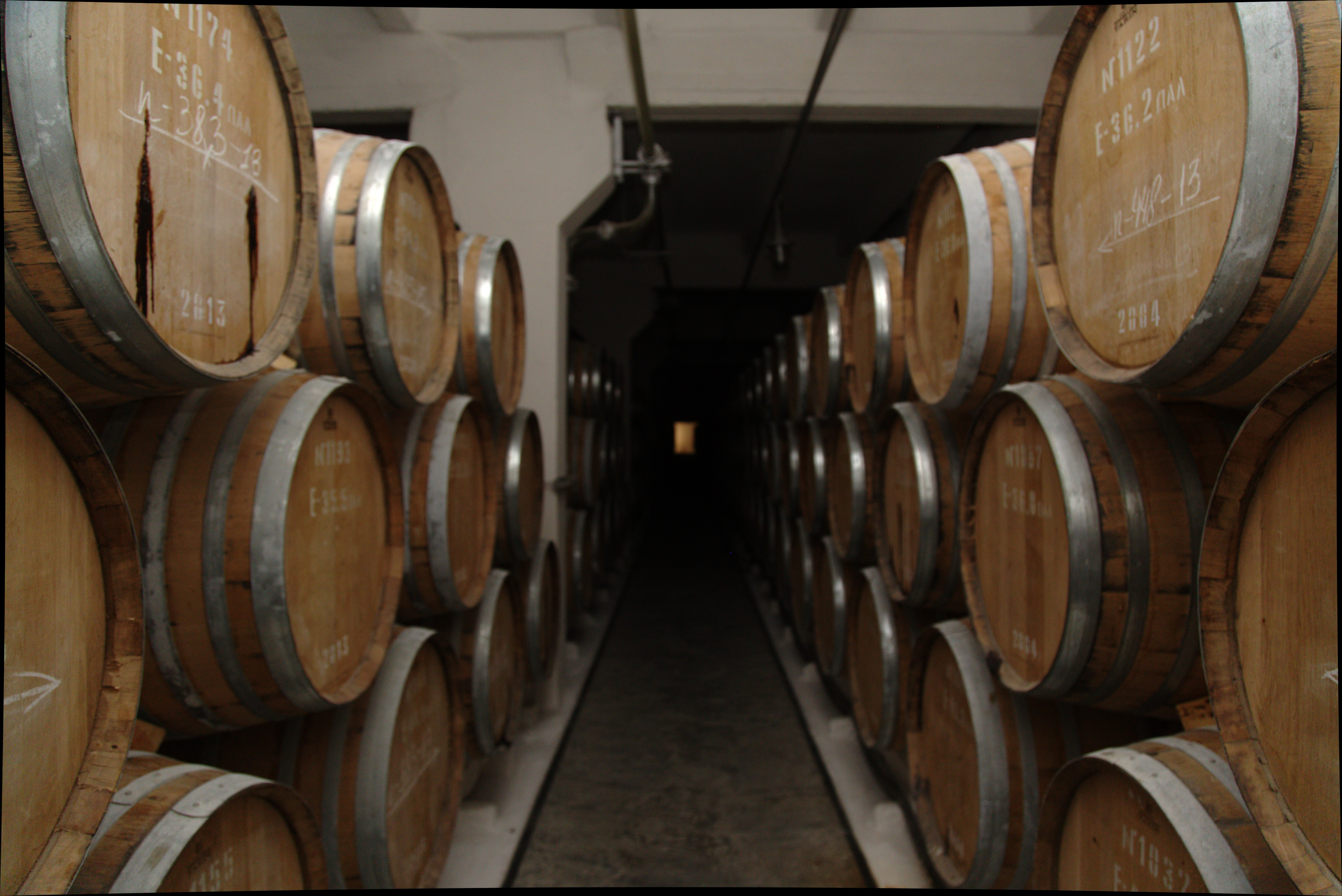
Цех выдержки Кизлярского коньячного завода с французскими бочками (2018)

В конце 1940-х годов началась реконструкция завода, которая завершилась к 1955 году. В 1955 году был выпущен первый марочный коньяк категории КВ с 6-7 летней выдержкой. С 1955 года по 1966 год было построено четыре спиртовых хранилища, купажный цех, механическая мастерская, бондарный цех, цех отдыха коньяков, два склада, гидроподъемник, оборудованы коллекционная и дегустационная комнаты. Территория завода была полностью заасфальтирована. Тогда же было высажено более тысячи деревьев и кустарников.
В 1957 году в связи с присоединением Кизляра к Дагестану и 40-летием советской власти был выпущен коньяк «Юбилейный Дагестанский». Спустя два год выпущен коньяк «Кизляр».
К 1959 году все работники завода были обеспечены жильём. В 1966 году был запущен новый завод в черте города.
С 1980 года логотипом завода был выбран портрет П. И. Багратиона, а во дворе завода был установлен бюст полководца. Грузинские виноделы выступили против такой инициативы, но позднее на заседании Центральной дегустационной комиссии СССР были представлены документы подтверждающие, что Пётр Багратион родился и вырос в Кизляре.

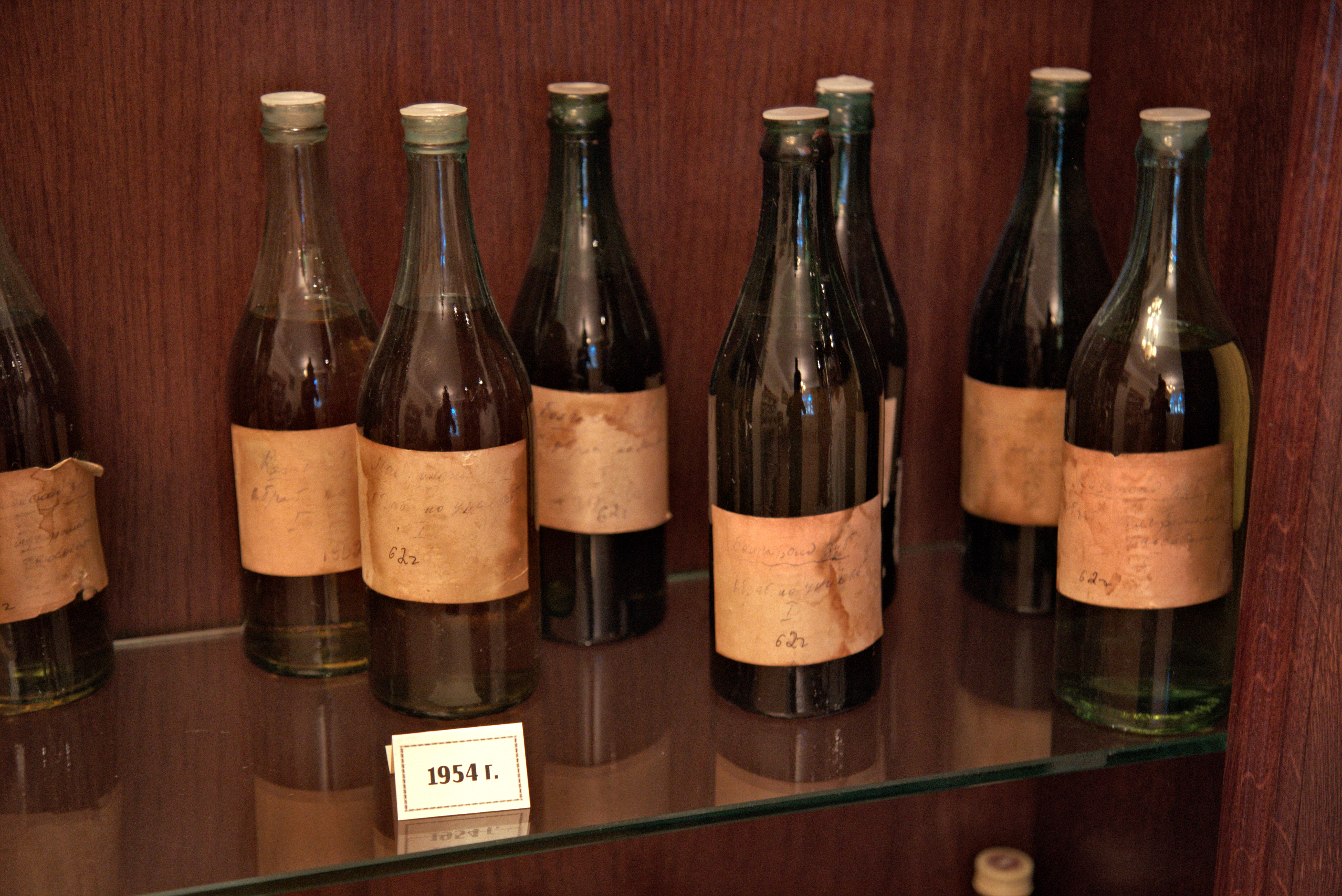
Коньяк изготовленный в 1954 году. Хранится в музее завода. Фото 2018 года

В советское время около половины производимого на заводе крепкого алкоголя отправлялось на экспорт, преимущественно в страны Западной Европы.
Во время антиалкогольной кампании, начавшейся в 1985 году, завод прекратил производство спиртных напитков. Завод потерял часть собственных виноградников на территории Кизлярского и Тарумовского районов, лозу которых в осенний период не укрыли слоем земли. Особенно пострадал сорт алый терский, который использовался для создания коньяков. В адрес руководства поступил приказ уничтожить около 400 тысяч бутылок для розлива вина и коньяков, крепость которых составляла более 40 градусов. Однако Владимир Григорьянц, входивший тогда в дирекцию завода, отказался выполнять соответствующий приказ. Завод временно перешёл на выпуск виноградного сока, а затем вновь вернулся к производству алкогольных напитков. В связи с переориентацией производства временно прекратился выпуск водки «Кизлярка» и коньяка «Юбилейный».

### Россия
В 1990 году завод стал арендным предприятием «Дагвино». В связи с нехваткой сырья для производства алкоголя, предприятие начало закупать виноград в Испании или же, в хорошие урожайные годы в Краснодарском и Ставропольском крае. В 1998 году завод получил французский сертификат на выпуск своей продукции под названием «коньяк», хотя ранее Кизлярский коньячный завод экспортировал свои напитки в качестве бренди.

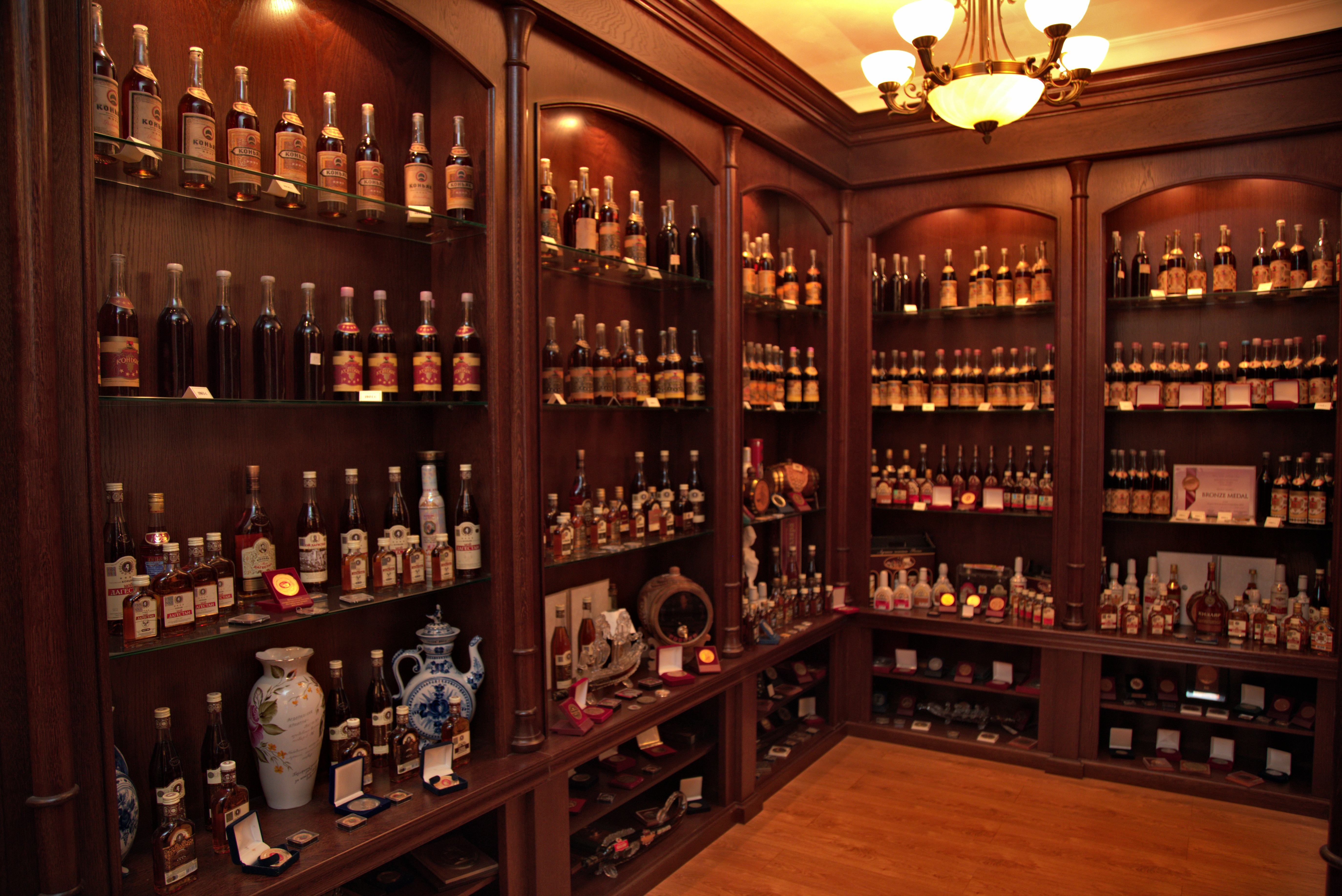
Музей завода, 2018 год

Во время чеченского конфликта в 1998 году директор завода Владимир Григорьянц вместе с женой был похищен и находился в чеченском плену на протяжении восьми месяцев. Сам Григорьянц связывал своё похищение с тем, что завод хотели включить в унитарное предприятие «Дагвино». В итоге «на свободу» он вышел благодаря выкупу, который собрал коллектив завода и родственники. Спустя почти год Григорьянц вернулся к руководству заводом.
В 2001 году был построен 70-квартирный дом для работников завода. В 2005 году, в год 120-летия завода, на его территории был установлен памятник основателю предприятия — Давиду Сараджишвили.
В 2008 году директором завода стал Евгений Дружинин. Во время его руководства предприятие на собственные средства провело модернизацию и увеличило объёмы производства, став основным донором дагестанского бюджета. Также в 2008 году завод восстановил статус члена Гильдии поставщиков Кремля.
29 января 2014 года на заводе была учреждена должность главного директора, на которую был назначен Магомед Саадулаев, одновременно являющийся директором Дербентского завода игристых вин. Бывший директор Евгений Дружинин остался в качестве исполнительного директора и директора по реализации.

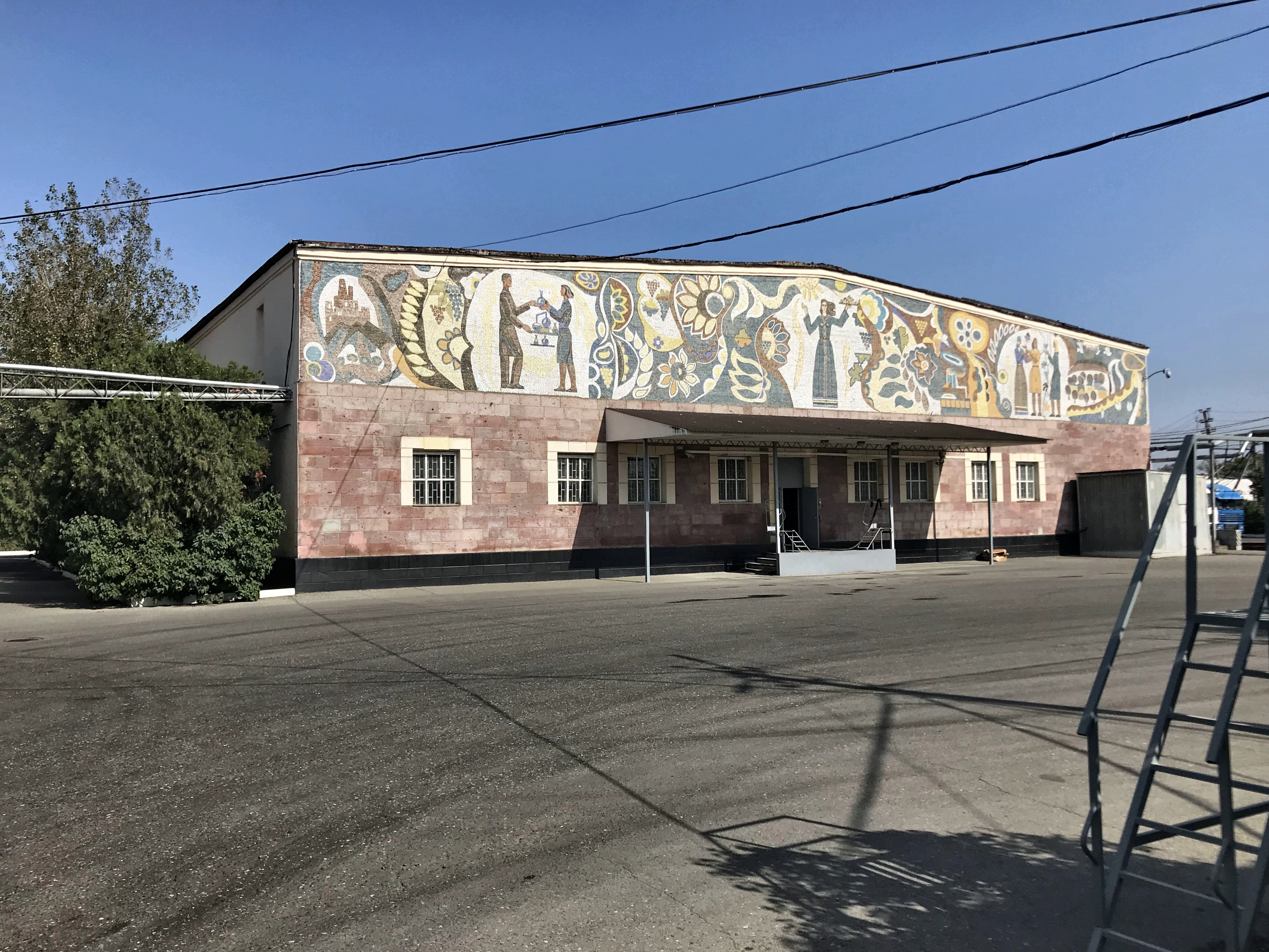
Склад для хранения спиртов, 2018 год

4 февраля 2014 года глава Республики Дагестан Рамазан Абдулатипов сообщил о готовящейся приватизации предприятия стоимостью 4 млрд рублей в сентябре 2014 года. 11 февраля прокуратура республики опротестовала постановление парламента Дагестана о приватизации Кизлярского коньячного завода и смену руководства завода.
14 апреля на завод прибыли министр сельского хозяйства Дагестана Баттал Батталов и министр государственного имущества Дагестана Зейдула Юзбеков, которые должны были представить работникам завода нового директора Александра Кручанова. В итоге работники завода перекрыли вход в здание предприятия и не пустили Кручанова на территорию. 18 апреля Дербентский винно-коньячный комбинат подал в арбитражный суд иск по взысканию с Кизлярского коньячного завода 139 млн рублей. 22 апреля директор завода Евгений Дружинин был уволен приказом министра сельского хозяйства Баттала Батталова, а на следующий день на его место был назначен Олег Артюхов в качестве исполняющего обязанности.

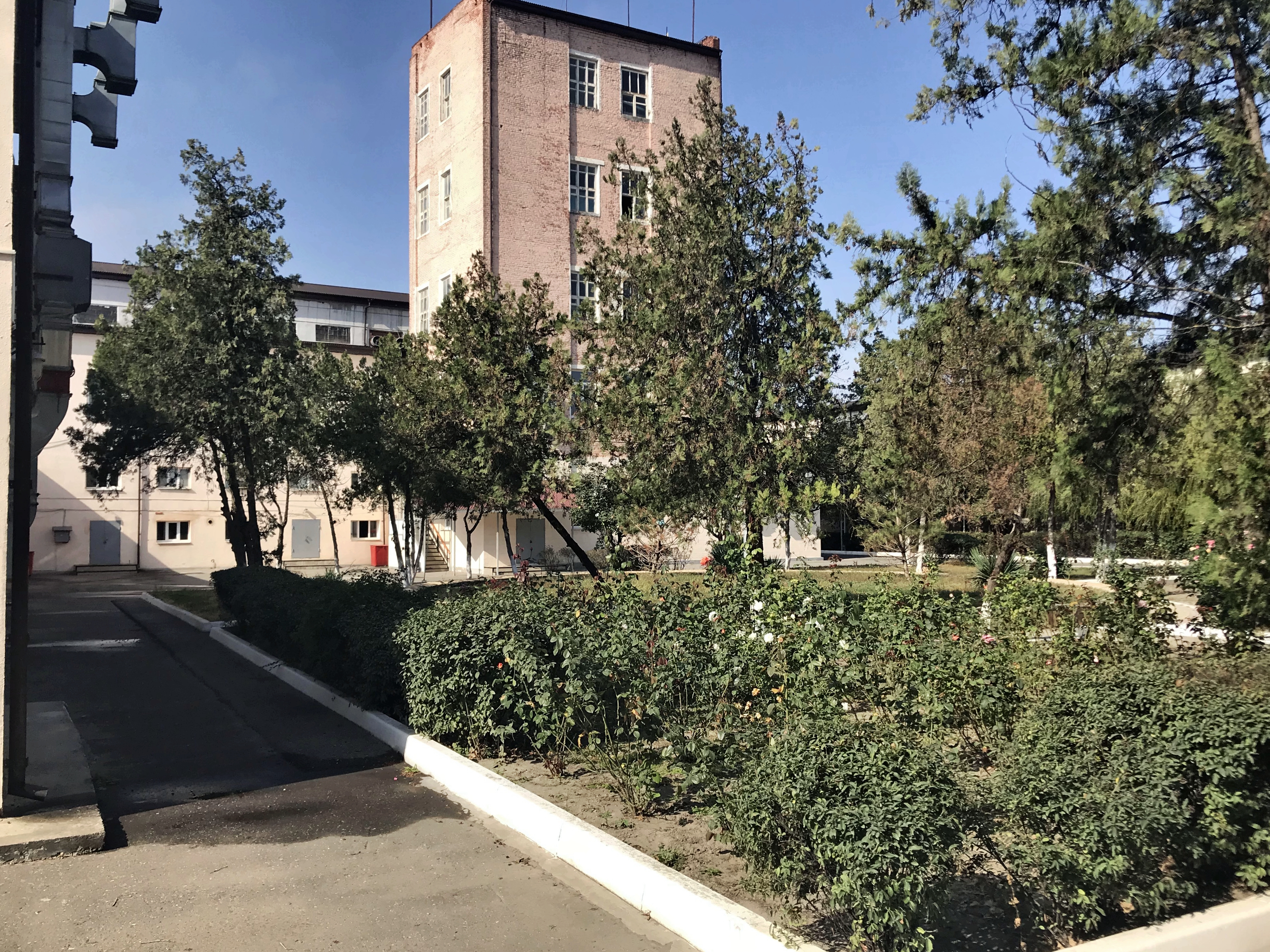
Аппаратный цех, 2018 год

В июне 2014 года Советский суд Махачкалы признал смену руководства незаконной и к управлению предприятием вернулся Дружинин. 24 июня Дербентский винно-коньячный комбинат и Кизлярский коньячный завод обратились с ходатайством в Арбитражный суд Дагестана и попросили утвердить мировое соглашение.
28 августа 2014 года распоряжением премьер-министра России Дмитрия Медведева Кизлярский коньячный завод был передан в федеральную собственность и стал относиться к Росалкогольрегулированию.
Летом 2015 года руководство завода стало инициатором создания Союза производителей коньяка, куда вошли Московский винно-коньячный завод «КиН» и винно-коньячный завод «Альянс-1892».
1 сентября 2015 года ФГУП «Кизлярский коньячный завод» был преобразован в акционерное общество.
В 2019 году начался выпуск малобюджетной линейки коньяка трёх-пяти летней выдержки по брендам «Лезгинка», «Кизлярский», «Кизляр». Выпуск новой линейки был признан удовлетворить спрос на алкогольную продукцию отечественного производства населения с невысоким уровнем дохода.
В 2020 году в период пандемия COVID-19 Кизлярский коньячный завод, по инициативе генерального директора Евгения Дружинина выделил средства для оказания гуманитарной помощи больницам, врачам, малообеспеченным и малоимущим гражданам, а также для инвалидов и ветеранов.

## Показатели деятельности

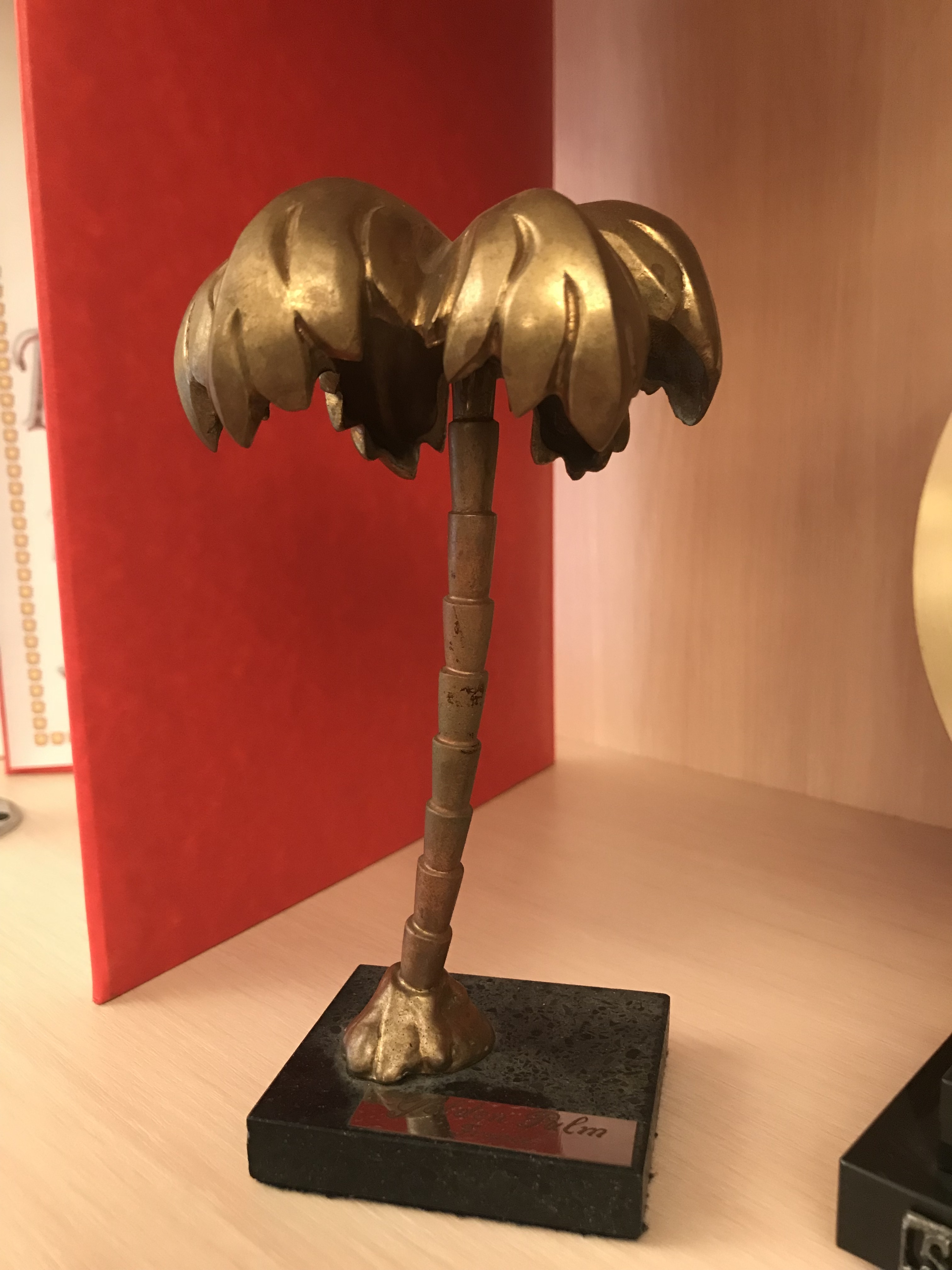
«Золотая пальма» (Франция)

В 2008—2009 годах руководство завода вложило 15 млн рублей в расширение площади собственных виноградников. Во время финансового кризиса в 2009 году завод временно утратил статус главного предприятия области, уступив Дербентскому заводу игристых вин. По итогам 2012 года чистая прибыль завода составила около 1,5 млрд рублей, при этом завод попал в тройку самых рентабельных компаний Северного Кавказа.

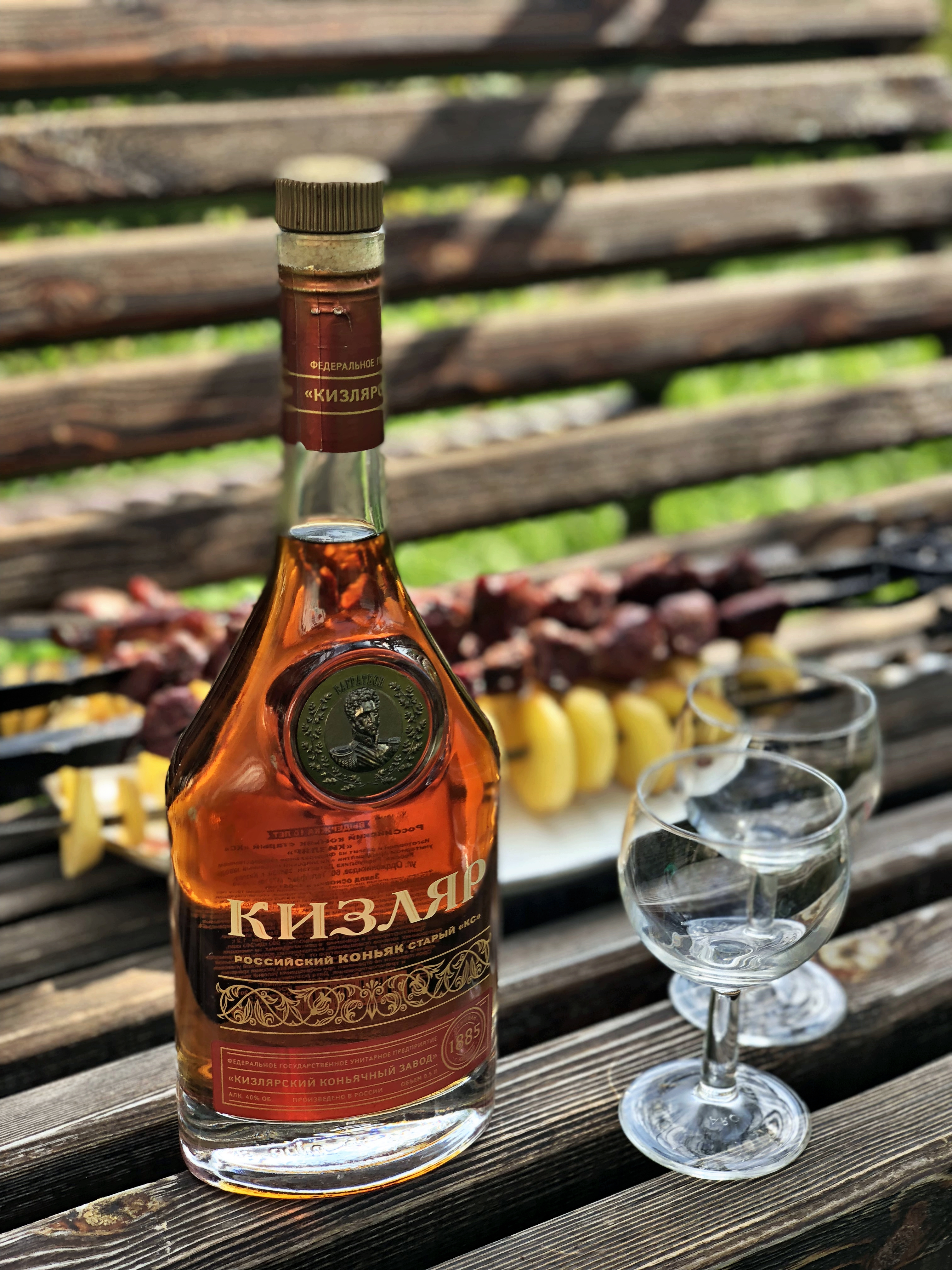
Коньяк «Кизляр»,
2018 год

По итогам 2015 года завод стал вторым крупнейшим предприятием в Дагестане с общей выручкой в 2,4 млрд рублей.
По итогам 2018 завод произвёл продукцию на 2 млрд 71 млн рублей, на 22,3 % меньше от производства 2017 года. При этом компания переработала свыше 40 тыс. тонн винограда, что является рекордным для России количеством, обработанное одним предприятием.
За 2018 год на территории России заводом продано более 11,2 миллиона бутылок. Объём производства за 2018 год составил 431 тыс. дал.
По итогам 9 месяцев 2019 года, реализация продукции увеличилась на 95 тыс. дал и составила 526 тыс. дал, что на 20 % больше аналогичного периода 2018 года.
По итогам 2020 года, несмотря на пандемию COVID-19, компания реализовала свыше 533 тыс. декалитров бутилированной продукции (более 13 миллионов бутылок) при плане 530 тыс. декалитров.
По итогам I полугодии 2021 года предприятие увеличило объем производства продукции в 1,6 раза по сравнению с показателем аналогичного периода прошлого года - до 255 тыс. дал.
В октябре 2021 год завод впервые начал экспортировать свою продукцию в Германию. В первую партию экспортируемой продукции вошли коньяки "Дагестан" и "Россия".
В 2022 году завод увеличил объем производства на 34% по сравнению с 2021 годом - до 887,12 тыс. дал. Объем переработанного винограда составил 39,6 тыс. тонн винограда на общую сумму 1,189 млрд рублей без учета НДС.
В феврале 2023 года, генеральный директор ККЗ Евгений Дружинин заявил, что в 2023 году компания планирует произвести и реализовать 900 тыс. дал продукции.
В январе-сентябре 2023 года завод экспортировал 9,5 тыс. декалитров готовой продукции, что на 4 тыс. декалитров больше чем за аналогичный период 2022 года. По словам генерального директора ККЗ Евгения Дружинина, завод экспортирует свою продукцию в такие страны, как Белоруссия, Казахстан, Южная Осетия, Израиль, Китай и др.

## Продукция
Продукция завода удостоена множества престижных наград международного уровня, в том числе премий Golden Galaxy (США) и «Золотая пальма» (Франция).
Завод производит коньяки различного срока выдержки и виноградную водку. На данный момент Кизлярский коньячный завод выпускает следующие коньячные бренды: «Пётр Великий», «Пять звёздочек», «Три звёздочки», «Мой Дагестан», «Кизлярский праздничный», «Россия», «Багратион», «Дагестан», «Кизляр», «Лезгинка», «Император Всероссийский» и «Сараджев». Также предприятие изготавливает виноградную водку «Кизлярка», рецепт которой был восстановлен в 1976 году.
В 2019 году один из авторитетных французских журналов в области вина La Revue du vin de France присвоил 13-летнему коньяку «Дагестан» третье место в списке самых ожидаемых алкогольных напитков в Европе на 2020 год.

## Руководители
- Григорьянц Саркис Григорьевич (1950-е)[20]
- Григорьянц Владимир Саркисович (1991—2008)[20]
- Дружинин Евгений Анатольевич (с 2008 года)[7]